# Alchemilla mollis
Alchemilla mollis là loài thực vật có hoa trong họ Hoa hồng. Loài này được (Buser) Rothm. mô tả khoa học đầu tiên năm 1934.

## Hình ảnh

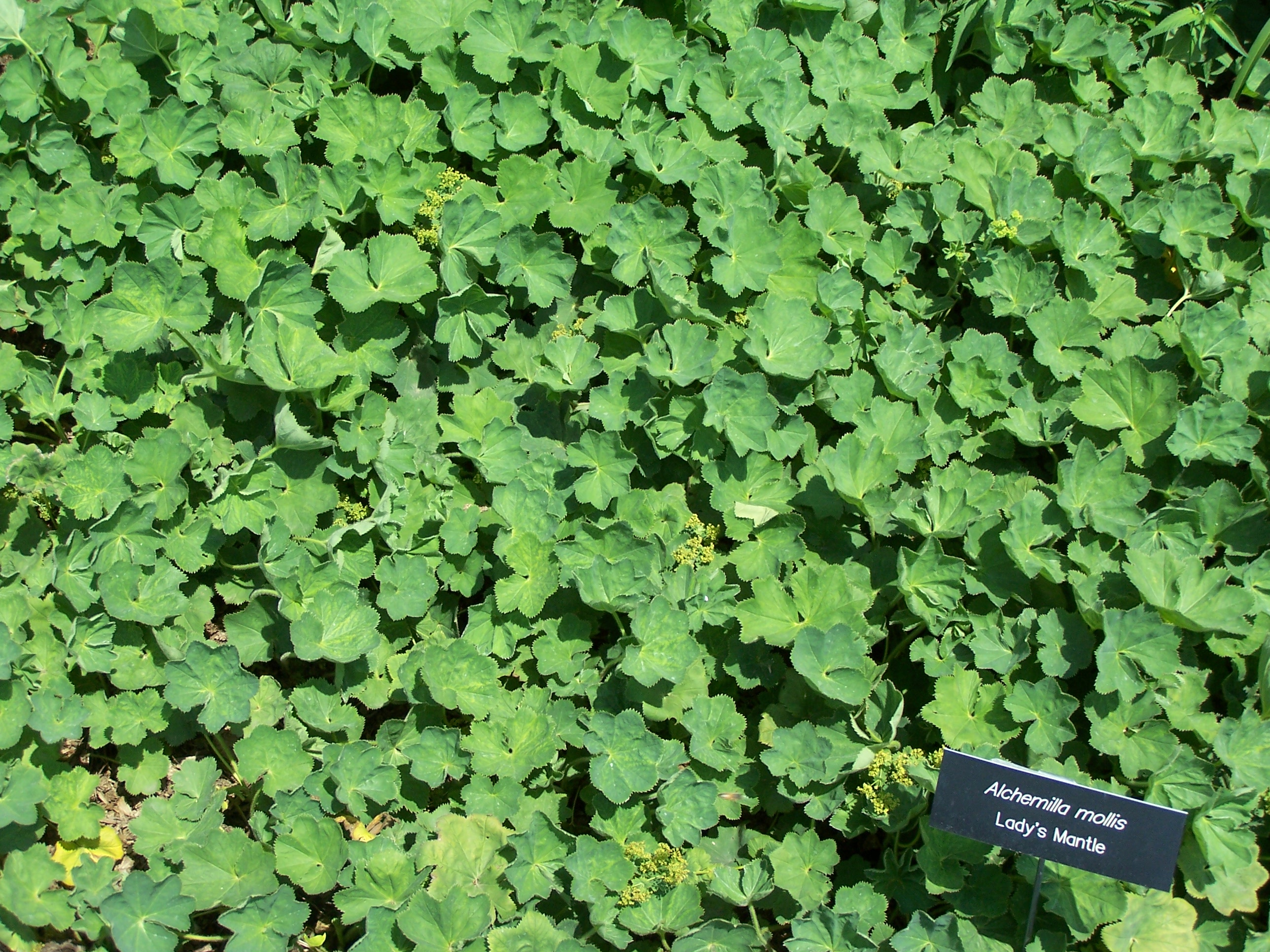
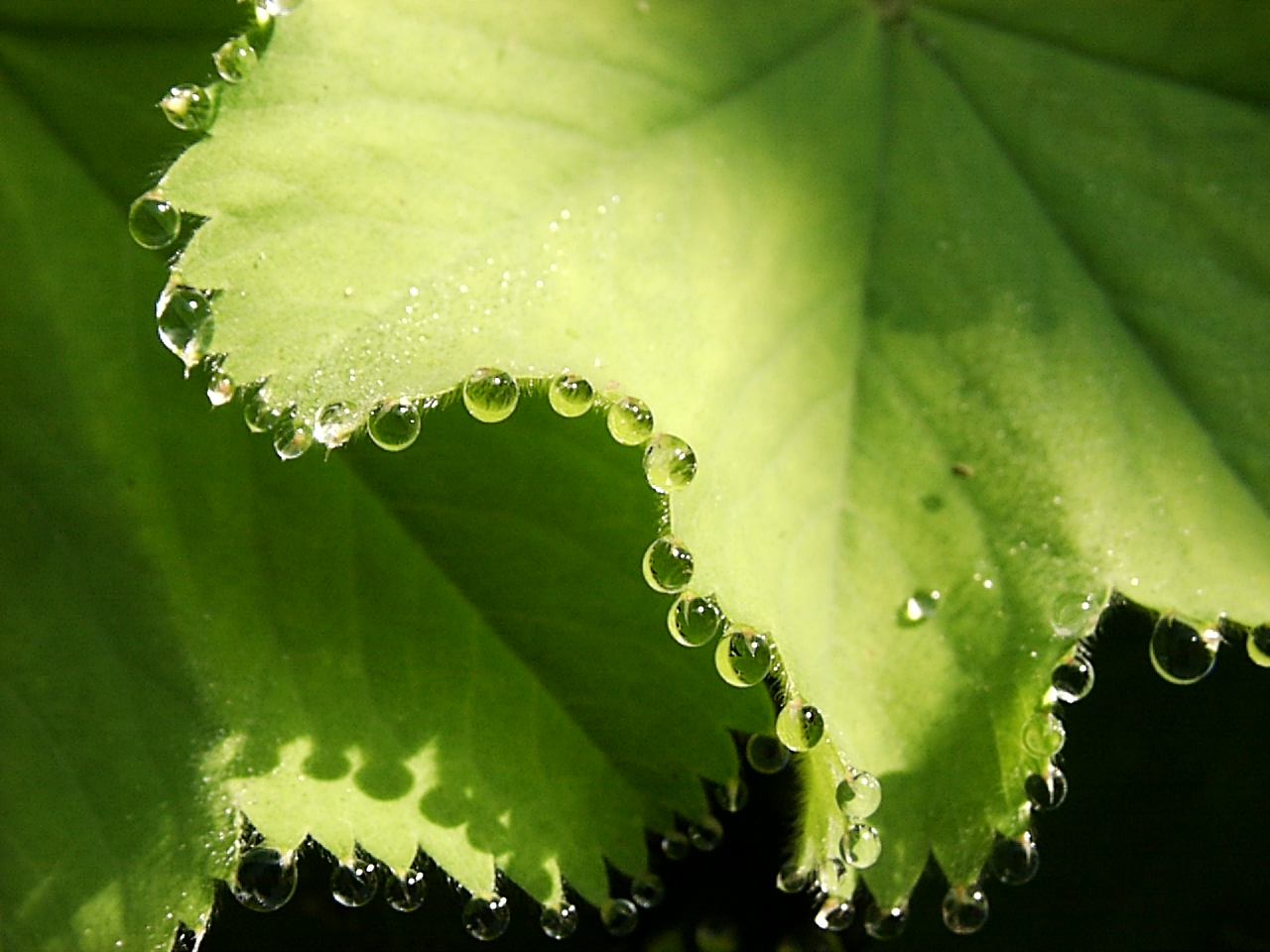
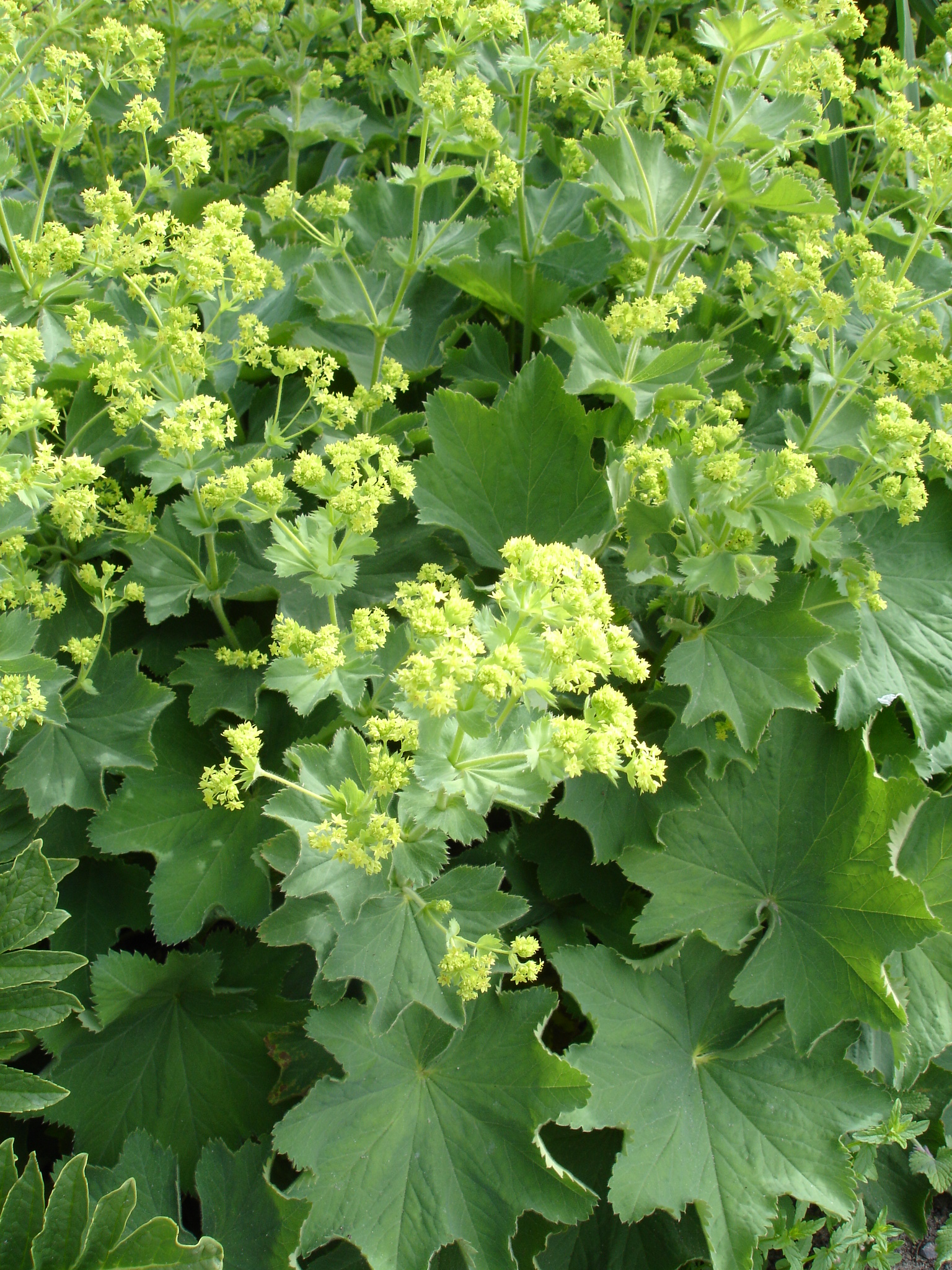
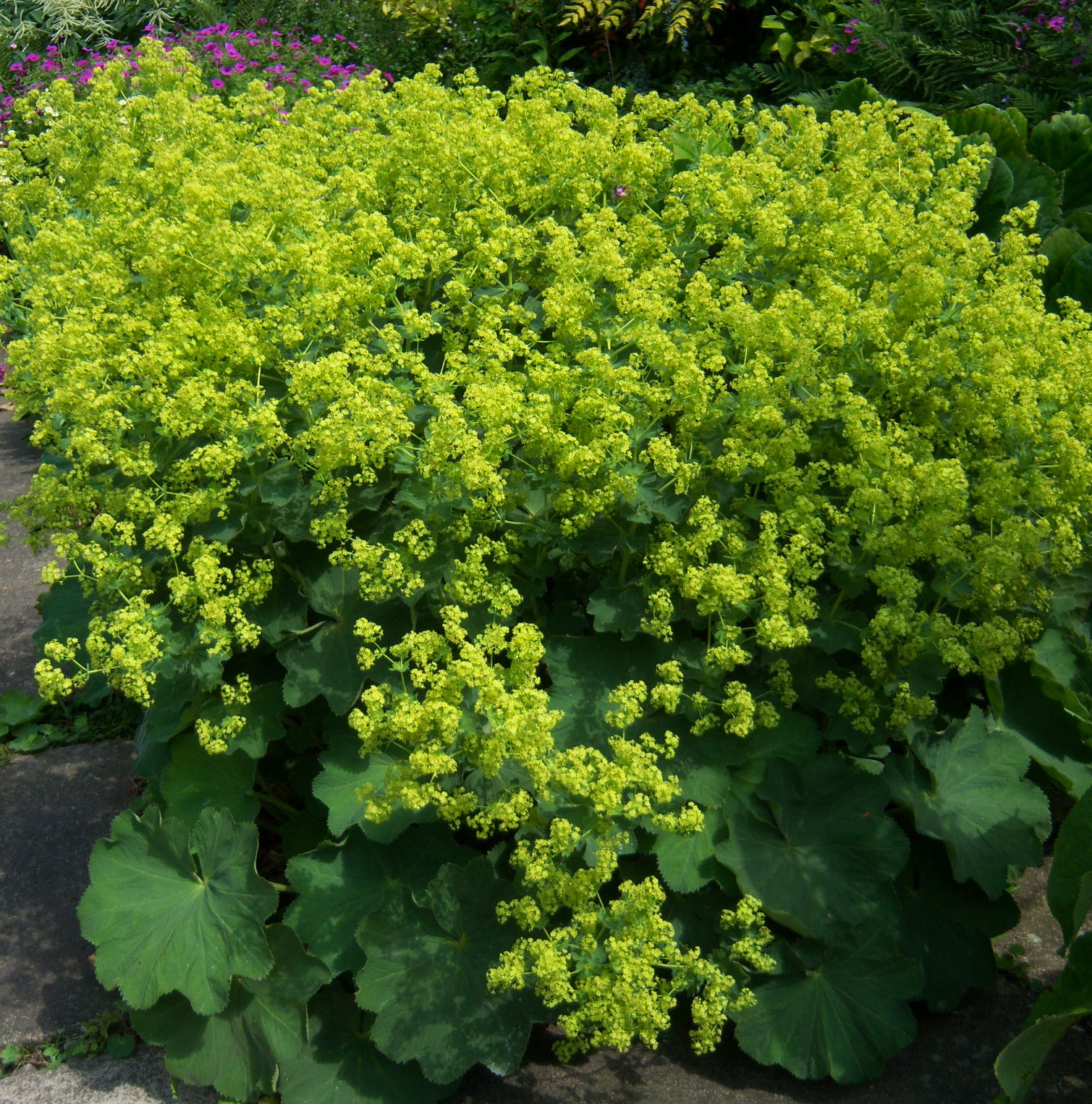
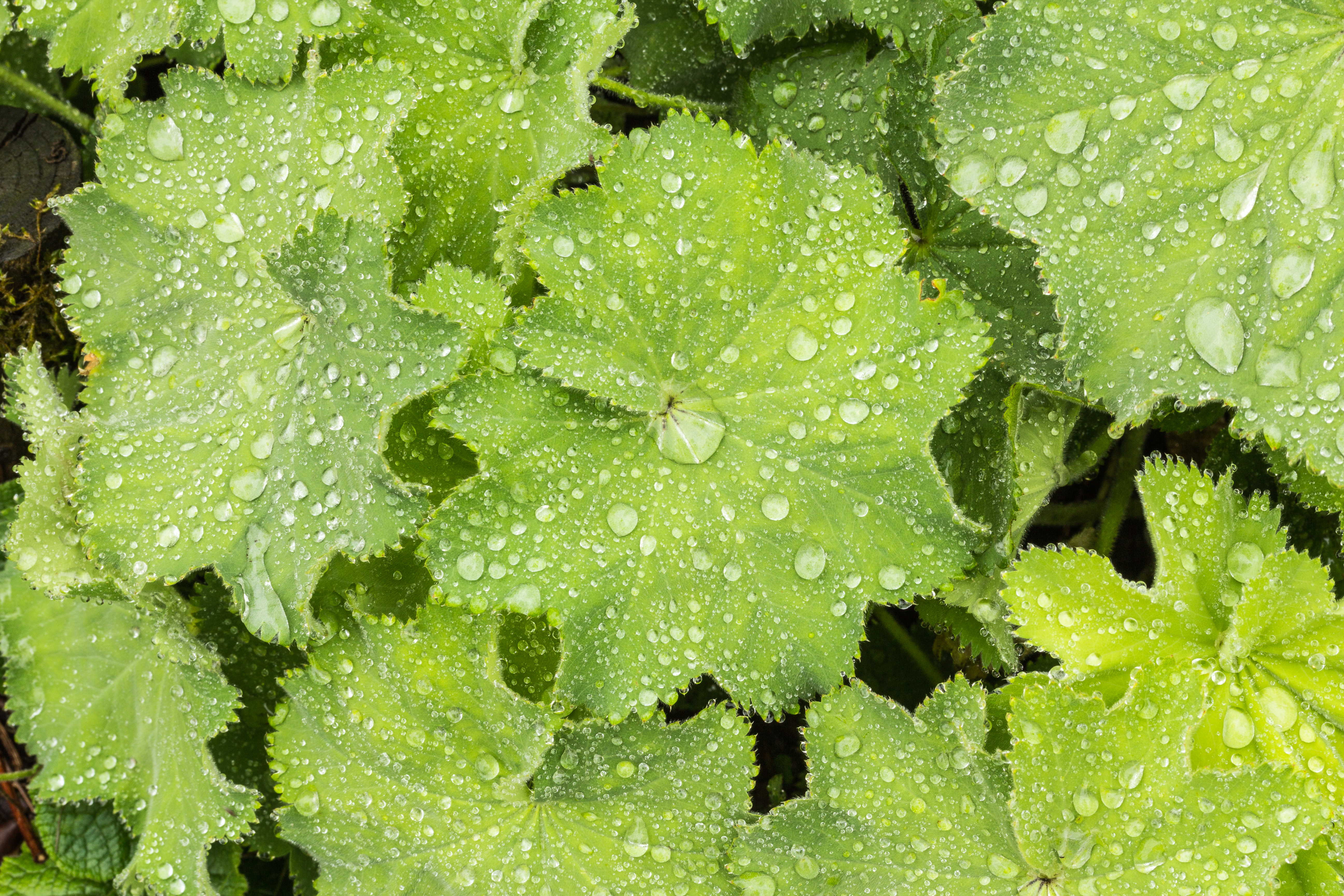
đặc thù của nước trên lá